# Kim Min-jae
Kim Min-jae (hangul: 김민재; rr: Gim Min-jae; Daegu, 1 de novembro de 1996), também conhecido como Real.be, é um ator e rapper sul-coreano. Participou de vários dramas de televisão, tornando-se notável em Twenty Again (2015), Because It's The First Time (2015), Romantic Doctor, Teacher Kim (2016) e Dali and Cocky Prince (2021). Participou do programa de rap Show Me the Money 4 de 2015.

## Início da vida
Kim Min-jae nasceu em Daegu, Coreia do Sul, em 1 de novembro de 1996. Estudou composição e piano em uma academia de música durante o ensino médio. Em seguida, fez uma audição para CJ E&M e tornou-se trainee por 3 anos de seu primeiro ano de ensino médio.

## Carreira

### 2014–2015: Início de carreira
Min-jae foi apresentado em estádios de música como um rapper da CJ E&M em 2014 e foi uma das primeiras gerações de trainees de CJ E&M. Min-jae estreou como ator em 2014 no drama sul-coreano vietnamita Forever Young .
Enquanto estava se preparando para sua estreia como cantor ídolo, foi lançado no drama da Mnet Perseverance Goo Hae Ra depois de passar por várias audições, indo ao ar de 9 de janeiro à 27 de março de 2015. Min-jae fez então uma aparição cameo no drama da KBS2 The Producers como um membro do elenco do 2 Days & 1 Night - Season 5. Em junho do mesmo ano, Min-jae se juntou a competição de rap Show Me the Money 4 como um dos concorrente.
Min-jae então interpretou papéis secundários nos dramas Twenty Again, de 28 de agosto à 17 de outubro de 2015 e  Because It's The First Time, de outubro a novembro de 2015. Colaborou nos singles "Our Feeling" para a trilha sonora de Because It's the First Time com Park So-dam e Lee Yi-kyung, e "Star" para a trilha sonora de Twenty Again com Solar do Mamamoo.
Em 21 de novembro de 2015, Kim, ao lado de Kim Sae-ron, começou a apresentar o programa de música da MBC Show! Music Core.

### 2016–presente: Crescente popularidade
Em fevereiro de 2016, Min-jae e V apareceram o reality show Celebrity Bromance, que é transmitido através do canal MBig TV e YouTube. Em março de 2016, ele apareceu no drama familiar da MBC My Little Baby. Em setembro de 2016, juntamente com Kim Sae-ron deixou o programa Show! Music Core. Min-jae então apareceu no drama médico Romantic Doctor, Teacher Kim e recebeu o prêmio "New Star" por seu papel no SBS Drama Awards. Então fez uma aparição especial no drama da tvN Guardian: The Lonely and Great God, que foi ao ar de 2 dezembro de 2016 a 21 de janeiro de 2017.
Em janeiro de 2017 Min-jae foi apresentado como parte do elenco no drama da SBS While You Were Sleeping interpretando o  irmão do personagem de Lee Jong-suk.
Em março de 2018 foi anunciado que Kim Min-jae seria parte do elenco no drama da MBC The Great Seducer interpretando Lee Se-Joo, junto de Joy, Woo Do-Hwan e Moon Ka-Young.

## Filmografia

### Televisão
| Ano  | Título                       | Papel         | Notas               |
| ---- | ---------------------------- | ------------- | ------------------- |
| 2014 | Forever Young                | Kay           |                     |
| 2015 | Persevere, Goo Hae-Ra        | Sa Gi-joon    |                     |
| 2015 | The Producers                | Ele mesmo     | Ep. 4,10,12         |
| 2015 | Show Me the Money 4          | Ele mesmo     | Competidor (Ep.1–2) |
| 2015 | Twenty Again                 | Kim Min-soo   |                     |
| 2015 | Because It's The First Time  | Seo Ji-an     |                     |
| 2015 | Show! Music Core             | Ele mesmo     | Apresentador        |
| 2016 | My Little Baby               | Yoon Min      |                     |
| 2016 | Romantic Doctor, Teacher Kim | Park Eun-tak  |                     |
| 2016 | Goblin                       | Wang Yeo      | Ep. p.1, 7–13       |
| 2017 | The Best Hit / Hit The Top   | Lee Ji-hoon   |                     |
| 2018 | The Great Seducer            | Lee Se-Joo    |                     |
| 2018 | Mr. Sunshine                 | Do-Mi (Adult) | Ep. 24              |
| 2021 | Dali and Cocky Prince        | Jin Moo-hak   |                     |

### Web
| Ano  | Título             | Papel     | Notas                              |
| ---- | ------------------ | --------- | ---------------------------------- |
| 2016 | Celebrity Bromance | Ele mesmo | Temp. 1 (Ep. 1-4) Ep. especial: 30 |

### Aparições em vídeos musicais
| Ano  | Canção       | Artista        |
| ---- | ------------ | -------------- |
| 2015 | "Celepretty" | Park Boram     |
| 2015 | "Good Luck"  | Hong Dae-Kwang |
| 2017 | "Would U"    | Red Velvet     |

## Discografia
| Título                                                                       | Ano  | Álbum                           |
| ---------------------------------------------------------------------------- | ---- | ------------------------------- |
| "Star" (com Solar)                                                           | 2015 | Twenty Again OST                |
| "Our Feeling" (Lee Yoon Chan feat. Kim Min-jae X Park So-dam X Lee Yi-kyung) | 2015 | Because It's The First Time OST |

## Prêmios e indicações
| Ano  | Prêmio           | Categoria      | Trabalho nomeado             | Resultado |
| ---- | ---------------- | -------------- | ---------------------------- | --------- |
| 2016 | SBS Drama Awards | New Star Award | Romantic Doctor, Teacher Kim | Venceu    |